# Свет на пути
Свет на пути (исп. Una luz en el camino) — мексиканская 90-серийная мелодрама 1998 года производства Televisa. В основу сюжета легла адаптация аргентинского детского сериала «Голубое дерево» (1991—1992).

## Сюжет
Ана Ольвера, супруга Родриго Гонсалеса де Альбы и мать маленькой Лусианы умирает от аневризмы головного мозга и мать Родриго, Донья Клара хочет взять себе Лусиану на воспитание. В то же самое время Марсела, молодая студентка-выпускница психологии успешно окончила институт и собирается выйти замуж за любимого человека, но тот погиб в авиакатастрофе в тот же день, когда не стало Аны Ольвера. Для Родриго и Марселы смерть любимых оказалась настоящим ударом, они пытаются погрузиться в работу, чтобы поскорее забыть этот несправедливый ужас жизни. Минуло пять лет, Лусиана пошла в первый класс, но несчастья продолжают преследуют эту семью — бабушка Лусианы Донья Клара попала в автокатастрофу и оказалась парализованной, тогда Лусиане потребовалась помощь психолога и на помощь ей пришла Марсела. Они с Родриго стали очень хорошими друзьями, а вскоре после этого Родриго признался Марселе в любви, и та стала для Лусианы не только личным психологом, ну а также второй мамой.

## Создатели телесериала

### В ролях
- Гильермо Капетильо - Rodrigo González de Alba
- Мерчант, Вероника - Marcela Villarreal
- Mariana Botas - Luciana González de Alba Olvera
- Сусана Сабалета - Astrid del Valle
- Zaide Silvia Gutiérrez - Elodia Vidal
- Ramón Abascal - Renato
- Лус Мария Агилар - Clara González de Alba
- Марта Аура - Chole
- Марио Касильяс - Don Eliseo de la Garza
- Эдуардо Верастеги - Daniel
- Eugenia Cauduro - Luisa Fernanda
- Орландо Мигель - Miguel
- Марсела де Галина - Lorena
- Отто Сирго - Padre Federico
- Graciela Döring - Margarita
- Tere López Tarín - Yolanda
- Арчи Лафранко - Juan Carlos
- Arturo Barba - Enrique
- Fernando Nesme - José Ramón
- Bárbara Ferré - Mercedes
- Rolando Brito - Bruno San Martín
- Gretel Rocha - Paulina
- Naydelin Navarrete - Vicky de los Santos
- Mayte Iturralde - Lupita
- Luis Fernando Madrid - Pablito
- Roberto Marín - Marco
- Ники Монделлини - Victoria de De Los Santos
- Perla Jasso - Bertha
- José Antonio Marros - Don Pablo
- Gabriel Mijares - Manolo
- Клаудия Ортега - Hortensia
- Nayeli Pellicer - Celia
- Radamés de Jesús - Darío
- Сильвия Эухения Дербес - Magda
- Edmundo Ibarra - Germán
- Patricio Castillo - Tomás
- Antonio Escobar - Armando
- Benjamín Islas - Ismael
- Mickey Santana - Andrés
- Valerie Sirgo - Ivonne
- Оскар Травен - Luis Trejo
- Martha Navarro - Consuelo
- Андреа Легаррета - Ana Olvera de González
- Серхио Акоста
- Karla Kegel - Susana
- Paola Kegel - Silvana
- Nora del Águila
- Gabriela Aponte
- Хоана Брито
- Julio Cann
- Bernardo Franco
- Mónica García
- Daisy Jaimes
- Sergio Jurado
- Beatriz Martínez
- Baltazar Oviedo
- Claudia Palacios
- Benito Perkulis
- Carmen Rodríguez
- Juan Romanca
- Erik Iván Salinas
- Alondra Torres
- Рикардо Вера
- Vivi
- Ядира Виктория
- Daniela Yudelevich
- Carlos Speitzer

### Административная группа
- оригинальный текст: Mario L. Mortheo
- адаптация: Alejandro Orive, Carlos Daniel González
- литературный редактор: Arlene López
- музыкальная тема заставки: Una luz en el camino
- композитор: Rubén Zepeda
- вокал: Mariana Botas y elenco infantil
- Escenografía: Arturo Flores
- Ambientación: Claudia Hale
- Diseño de vestuario: Maribel González
- Diseño de imagen: Televisa San Ángel
- Musicalizador: Luis Alberto Diazayas
- Editor: Óscar Morales
- Dirección adjunta: Lily Garza
- Dirección de cámaras: Manuel Ángel Barajas, Héctor Márquez
- Coordinador de producción: Antonio Reyes
- Dirección de escena: Benjamín Cann, Alfredo Gurrola
- Productor asociado: Marco Vinicio López de Zatarain
- Productora: Martha Patricia López de Zatarain

## Показ в РФ
В РФ телесериал Свет на пути был доступен благодаря телеканалу Zone Romantica, вещавшего через кабельные и спутниковые сети.

## Награды и премии

### Premios Bravo 1999
| Año  | Categoría                | Persona       | Resultado |
| ---- | ------------------------ | ------------- | --------- |
| 1999 | Mejor Actuación Infantil | Mariana Botas | Ganadora  |